# Cimetière de Charleroi Nord
Le cimetière de Charleroi Nord est un lieu d'inhumation implanté depuis la fin des années 1890 dans le quartier du Faubourg de la ville belge de Charleroi. Ce cimetière est en quelque sorte le « Père Lachaise » local où repose un grand nombre de personnalités carolorégiennes.
Il comporte de nombreux monuments.  Il abrite également de nombreuses tombes militaires : cimetière militaire du Commonwealth ; tombes de soldats français mort à Charleroi lors de la Première Guerre mondiale ; pelouses d'honneur de soldats et d'anciens combattants belges.

## Situation
Le cimetière est implanté dans le quartier du Faubourg. L'entrée principale, au nord-est du cimetière, est située rue du Presbytère. Une entrée secondaire, située au sud, rend les lieux accessibles depuis la rue Tourette.

## Histoire
Avant la fondation de la forteresse de Charleroi en 1666, le cimetière du village de Charnoy se trouvait à côté de l'église. Celle-ci se situait à flanc de coteau, à proximité de l'actuelle rue de Dampremy. Le village fut détruit pour faire place à la forteresse, mais des plans de 1666 et 1667 indiquent encore l'emplacement de l'église. Lors de la construction de la forteresse hollandaise en 1816, des témoins ont vu les restes de cette église. L'un d'eux a récupéré à cet endroit une pierre tumulaire d'un curé du lieu, mort au début du XVIIe siècle.
Le cimetière à l'époque de la forteresse française était situé au nord de celle-ci. Une redoute défendant la porte de Bruxelles, nommée redoute du Cimetière indique sa proximité avec la nécropole. Un plan daté de 1694, dessiné par un certain Roussel, ingénieur du roi, situe plus précisément celle-ci à proximité de l'actuelle place de la Broucheterre.
La Ville-Basse, sur la rive droite de la Sambre, était à cette époque restée attachée à la paroisse de Marcinelle dans le cimetière de laquelle les défunts étaient inhumés.
Après l'ultime l'agrandissement de la forteresse après le siège de 1693 où elle atteint la plus vaste extension sous l'Ancien Régime, l'emplacement d'un lieu d'inhumation pour la paroisse de la Ville-Haute n'est pas documenté. Mais des morts sont accueillis dans l'église et dans la chapelle de la Vierge près du rempart. En 1777, la ville fait aménager un enclos sépulcral dans le Faubourg. L'espace sera retourné à la suite des bombardements lors de la prise de la ville par Jourdan en 1794. Il est laissé à l'abandon pendant plusieurs années. Les fosses éventrées attirent les chiens qui viennent y ronger les ossements des squelettes mis au jour, ce dont le sous-préfet du département se plaint encore en 1804.
En 1808, la commune fait aménager un terrain près de la porte de Bruxelles, mais ce cimetière ne survit pas à l'établissement de la forteresse hollandaise à partir de 1816.  
Après cette construction, le cimetière était implanté en dehors de la forteresse. Il se situait le long des actuels boulevards Franz Dewandre et Zoé Drion, approximativement à l'emplacement de l'immeuble Charleurope et du stade du Pays de Charleroi. 
Pour la paroisse de la Ville-Basse, pourtant séparée de celle de Marcinelle en 1804, c'est toujours le cimetière de l'ancienne paroisse qui est utilisé, ceci jusqu'à une date indéterminée.
À la suite de l'augmentation importante de population dans la seconde moitié du siècle, principalement après la démolition des fortifications, l'administration, sous la présidence du bourgmestre Jules Audent, décide de créer une nouvelle nécropole. Celle-ci est établie au lieudit Champ de Bethléem dans le quartier du Faubourg au nord de la ville,. L'architecte communal, Victor Pivont, est chargé du projet qui est mis en œuvre par la société Blaton,. Le cimetière est inauguré le 1er juin 1895.

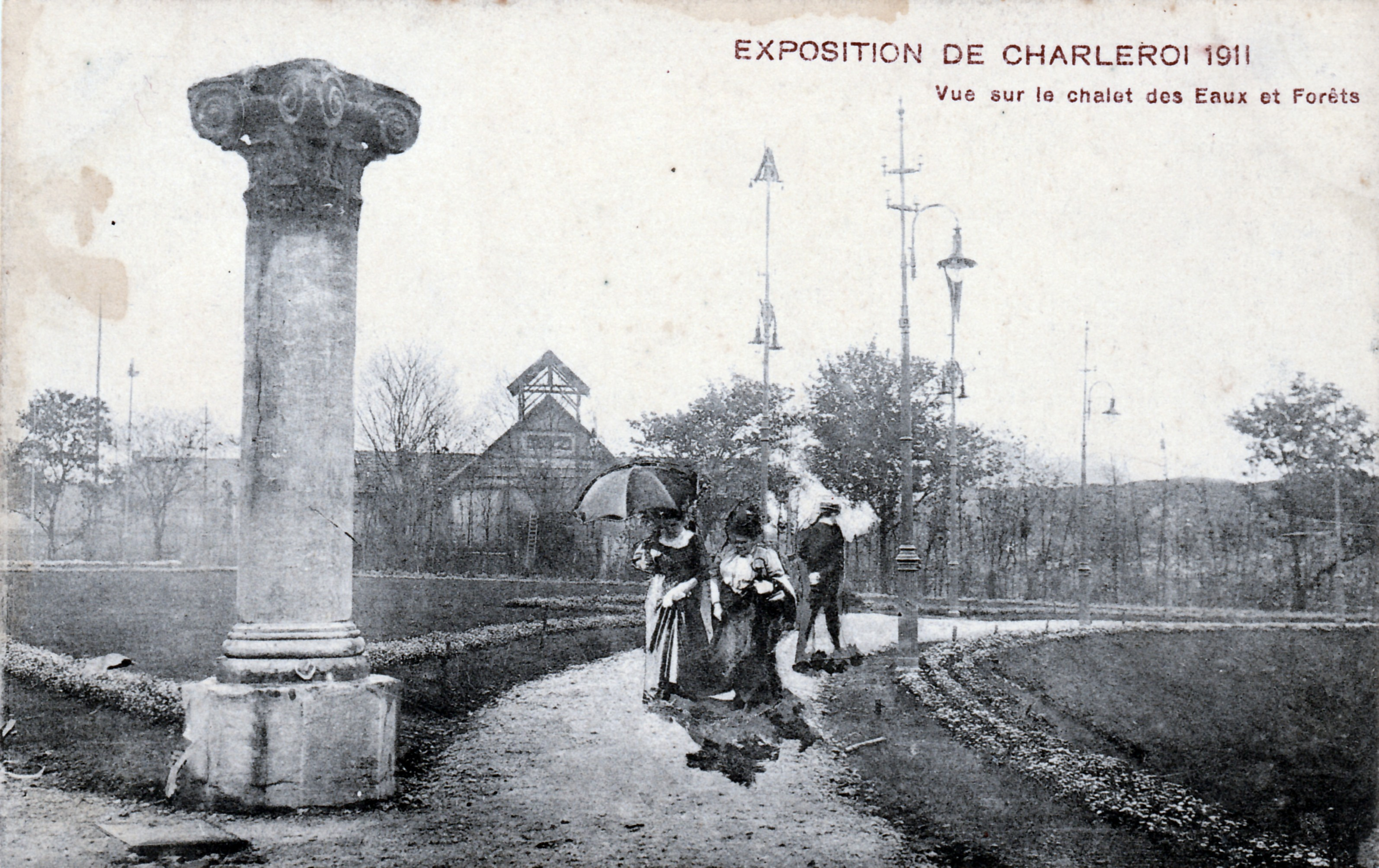
Une des deux colonnes qui ornaient l'entrée de l'ancien cimetière placée dans le jardin de l'exposition de 1911.

L'ancien cimetière est désaffecté en 1910 et devient un Parc du Repos intégré à l'exposition de Charleroi de 1911. Il disparaît complètement en 1925. Les deux colonnes corinthiennes qui ornaient l'entrée furent placées à l'entrée principale du parc Reine Astrid. Elles ont disparu à une date inconnue, probablement lors de la construction du métro.
En 2016, pour des raisons de sécurité, les marronniers centenaires, malades, ont été abattus avec intention de planter d'autres arbres. La même année, l'ensemble des voiries du cimetières ont été remises à neuf. 
Également en 2016, à l'occasion de son 350e anniversaire et afin de préserver l'histoire locale, la Ville décide d'établir une liste des sépultures remarquables. Celles des personnalités connues de la région, des personnalités historiques ou même des sépultures ayant un intérêt architectural. Ceci pour l'ensemble des quelque 25 cimetières de l'entité, mais spécialement le cimetière de Charleroi Nord qui est en quelque sorte le « Père Lachaise » local où repose un grand nombre de personnalités carolorégiennes.

## Monuments
En face de l'entrée se situe la crypte et le monument aux martyrs de la Première Guerre mondiale. Élevée par l'administration communale, la crypte est destinée aux anciens combattants, grands mutilés et invalides de la ville. Œuvre de l'architecte Julien Pirotte, l'ensemble est inauguré le 9 août 1925.

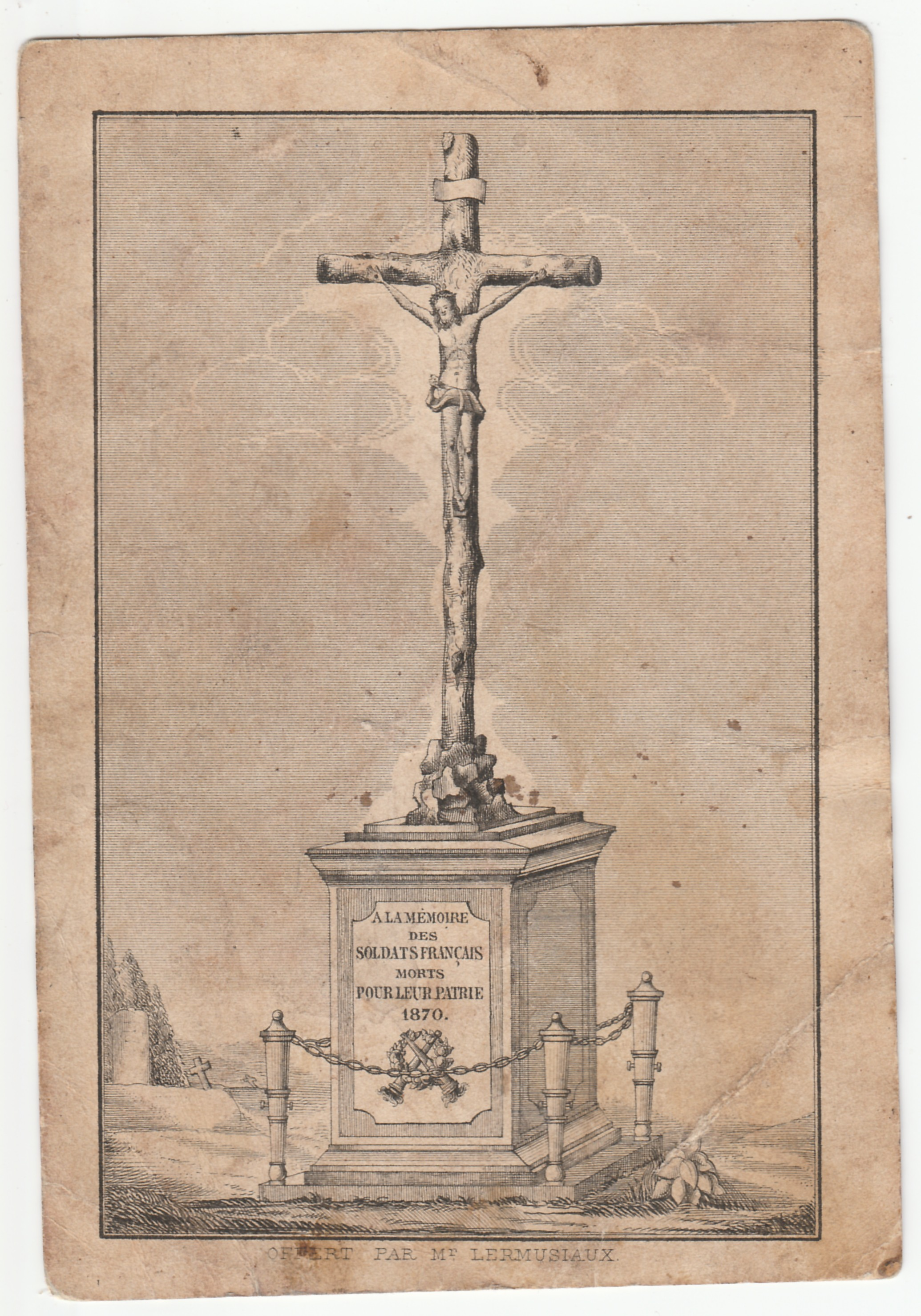
Dessin présentant le monument français situé dans l'ancien cimetière de Charleroi.

Au centre du cimetière, à la croisée des allées principales, s'élève la statue de la « Reconnaissance Française ». Œuvre en marbre du sculpteur Jules Lagae, elle fut offerte à la ville par la colonie française et son président, Valère Mabille (1840-1909), pour remercier Charleroi des soins apportés aux soldats français blessés, réfugiés lors de la guerre franco-allemande de 1870. Elle représente la Belgique, symbolisée par une femme portant une couronne et un manteau d'hermine, soutenant un soldat français blessé. Ce monument remplace celui placé dans l'ancien cimetière au milieu du groupe des tombes des cinq soldats français décédés de leurs blessures,. 

Le monument était initialement prévu pour être placé au rond-point de l'entrée du cimetière. Mais la maquette fait très bonne impression et la Ville, dépourvue de monument à cette époque, souhaite un emplacement plus visible. C'est en face de l'Athénée que le Conseil communal choisi de l'implanter. Les travaux sont en cours quand ce projet est abandonné à la demande d'Auguste Gérard, ministre plénipotentiaire de la République française en Belgique. Celui-ci estime que c'est bien au cimetière que le monument doit être élevé. Valère Mabille indemnise la Ville des travaux entrepris. 

Il trouve finalement sa place et est inauguré le 22 juin 1902,,.
Au fond, dans le coin sud-ouest du cimetière, se trouvent des tombes de soldats français et un mémorial, œuvre de Victor Demanet, inauguré le 22 août 1934, le jour du 20e anniversaire de la bataille de Charleroi.
À gauche en entrant se trouve un monument élevé à la mémoire d'aviateurs polonais de la Royal Air Force abattus pendant la Seconde Guerre mondiale.
En 2016, les croix en béton de la parcelle commémorative dédiée aux victimes civiles de la guerre 1914-1918 ont été remplacées par des stèles en acier Corten,.

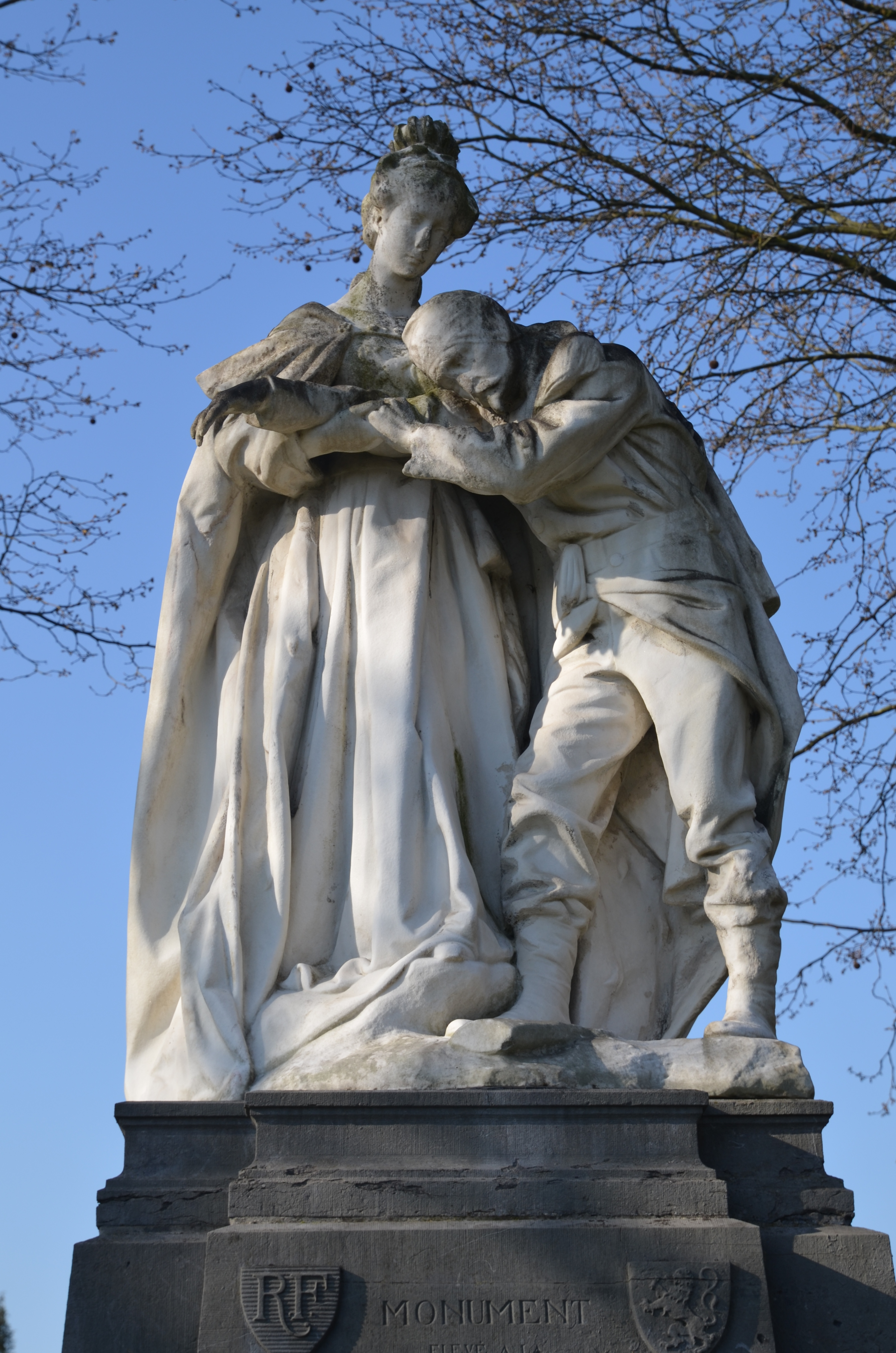
Reconnaissance Française.
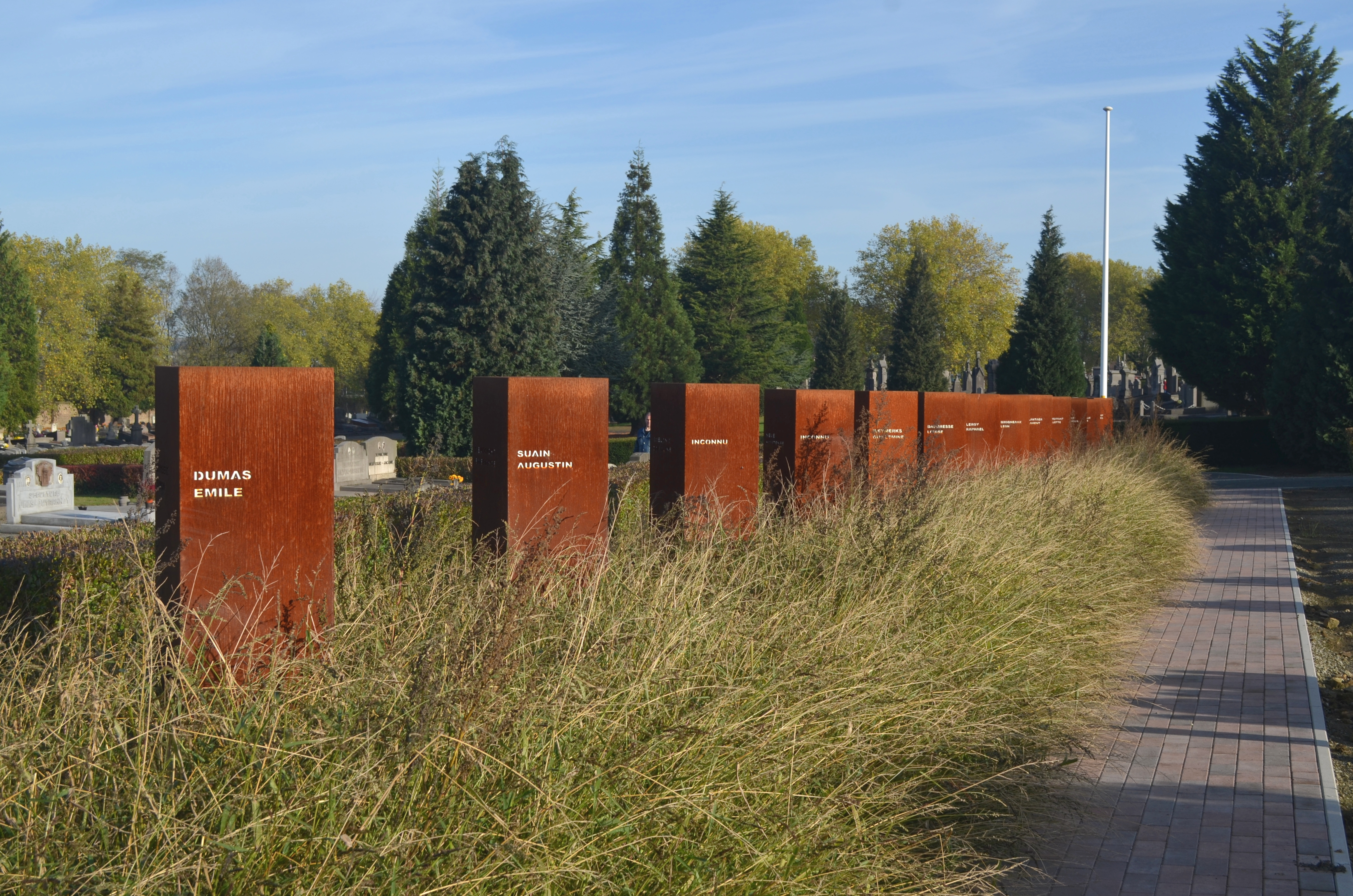
Stèles des victimes civiles de la Première Guerre mondiale.
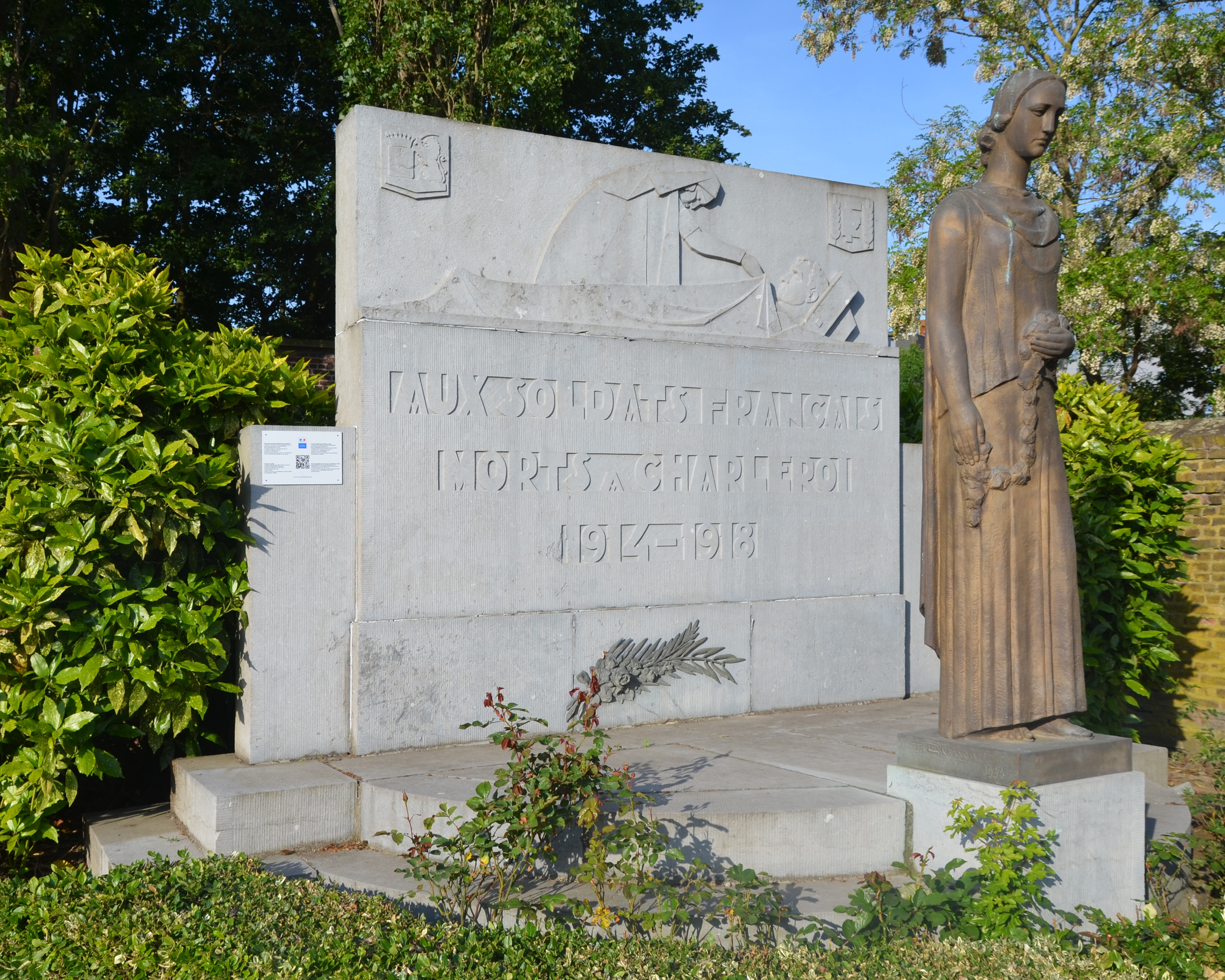
Monument aux soldats français mort à Charleroi durant la Première Guerre mondiale.
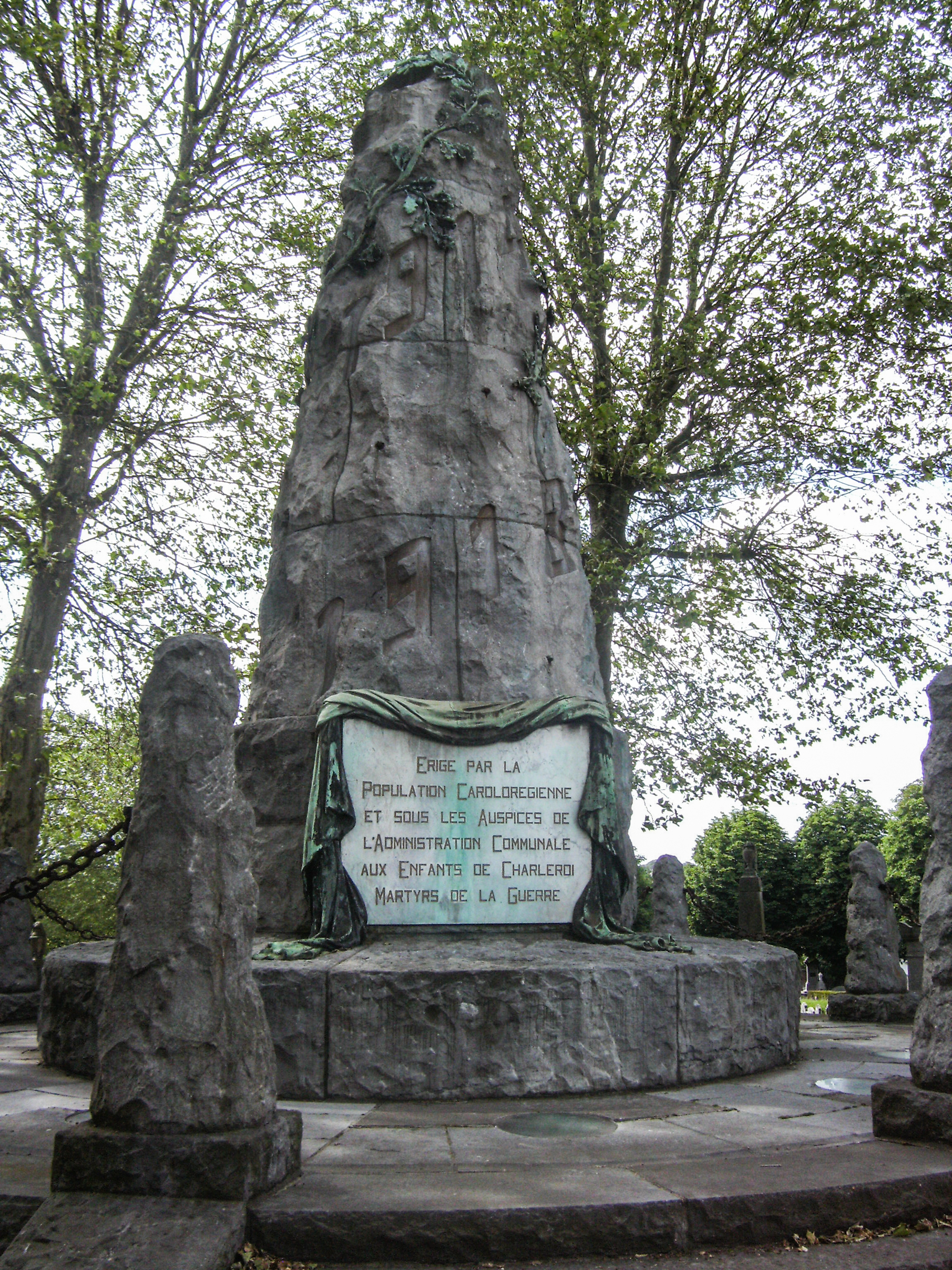
Monument et crypte des martyrs de 1914-1918.

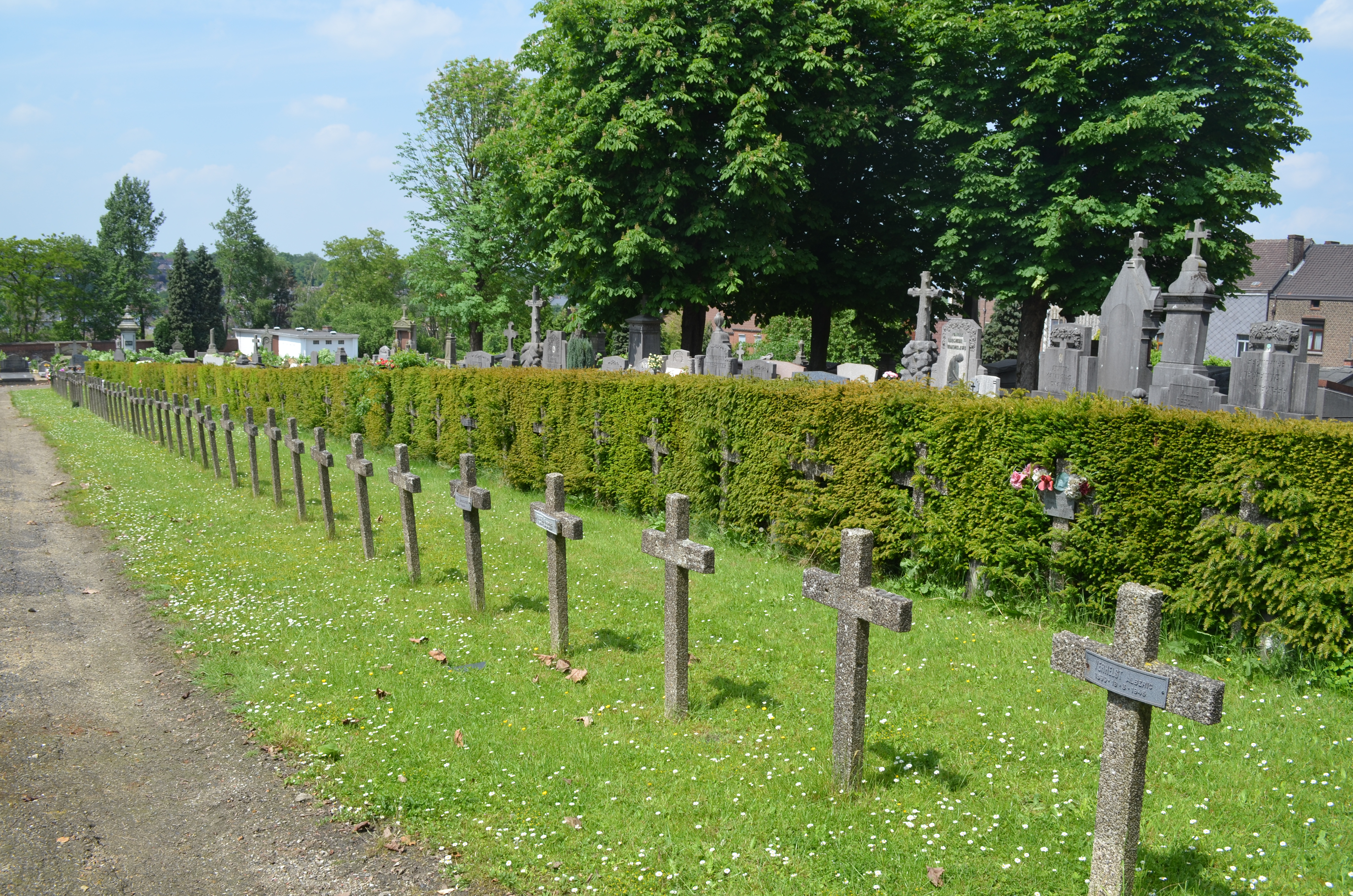
Tombes de victimes civiles de la Seconde Guerre mondiale.
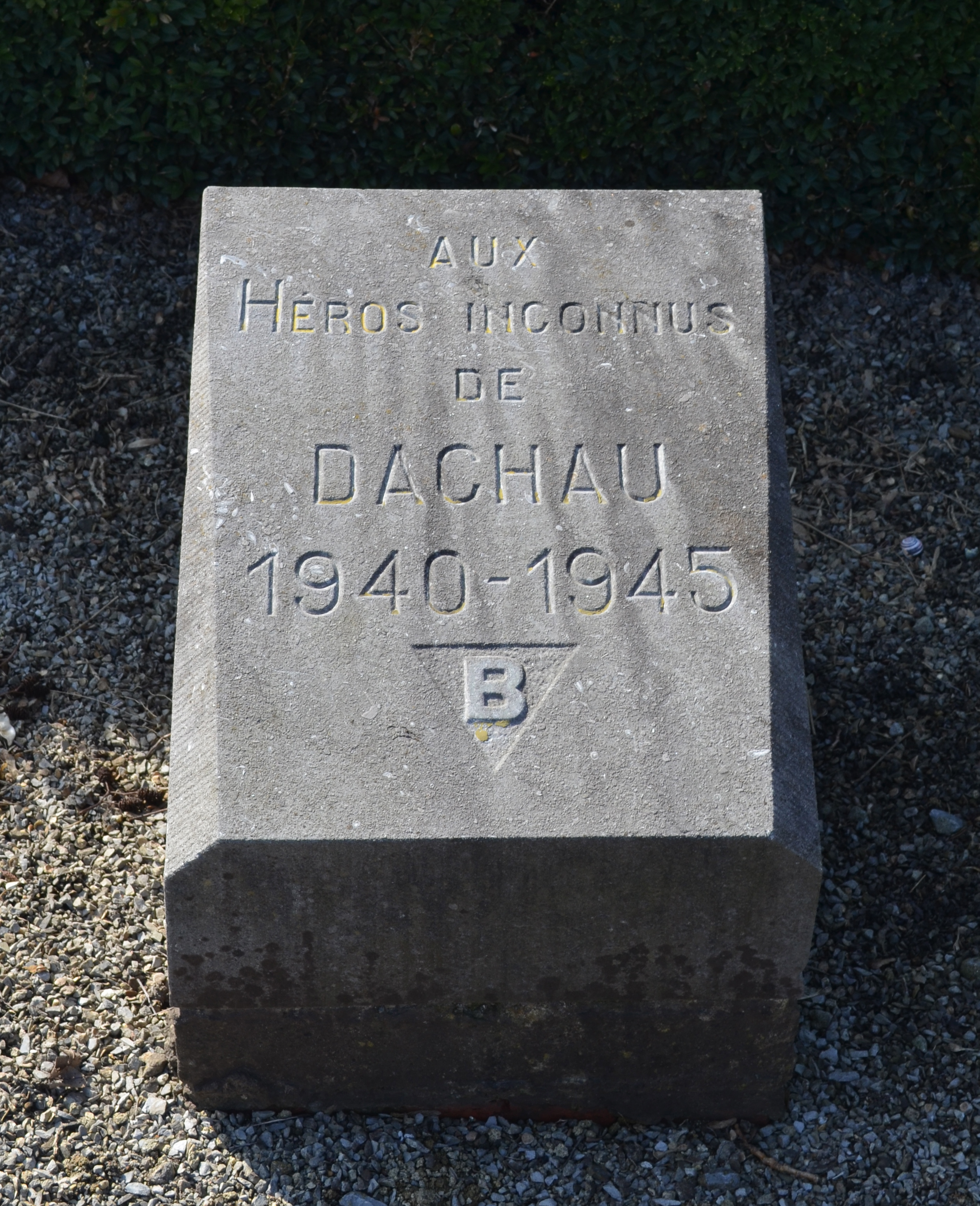
Urne contenant de la terre provenant du camp de concentration de Dachau.
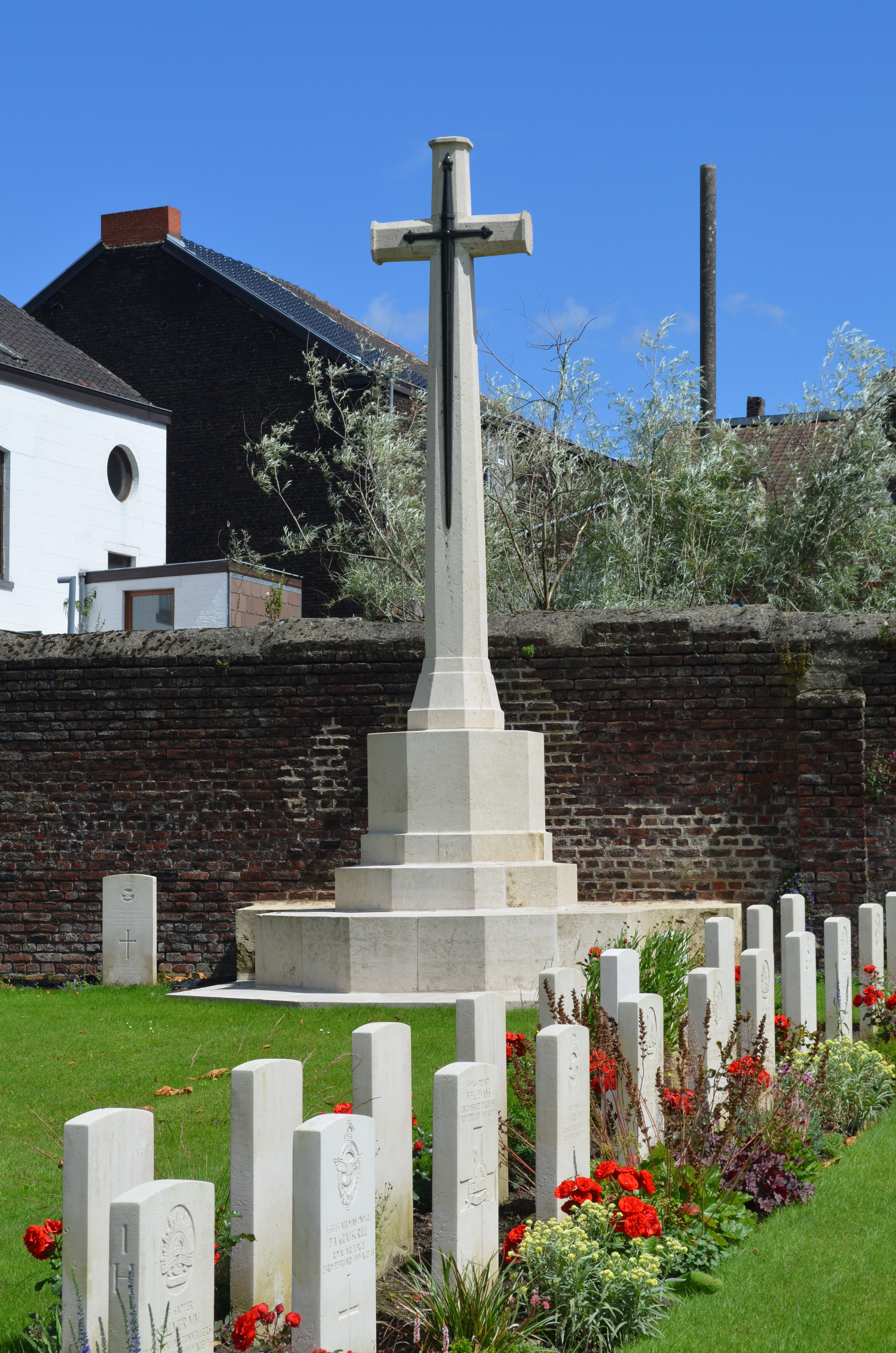
Croix du Sacrifice du cimetière militaire du Commonwealth.
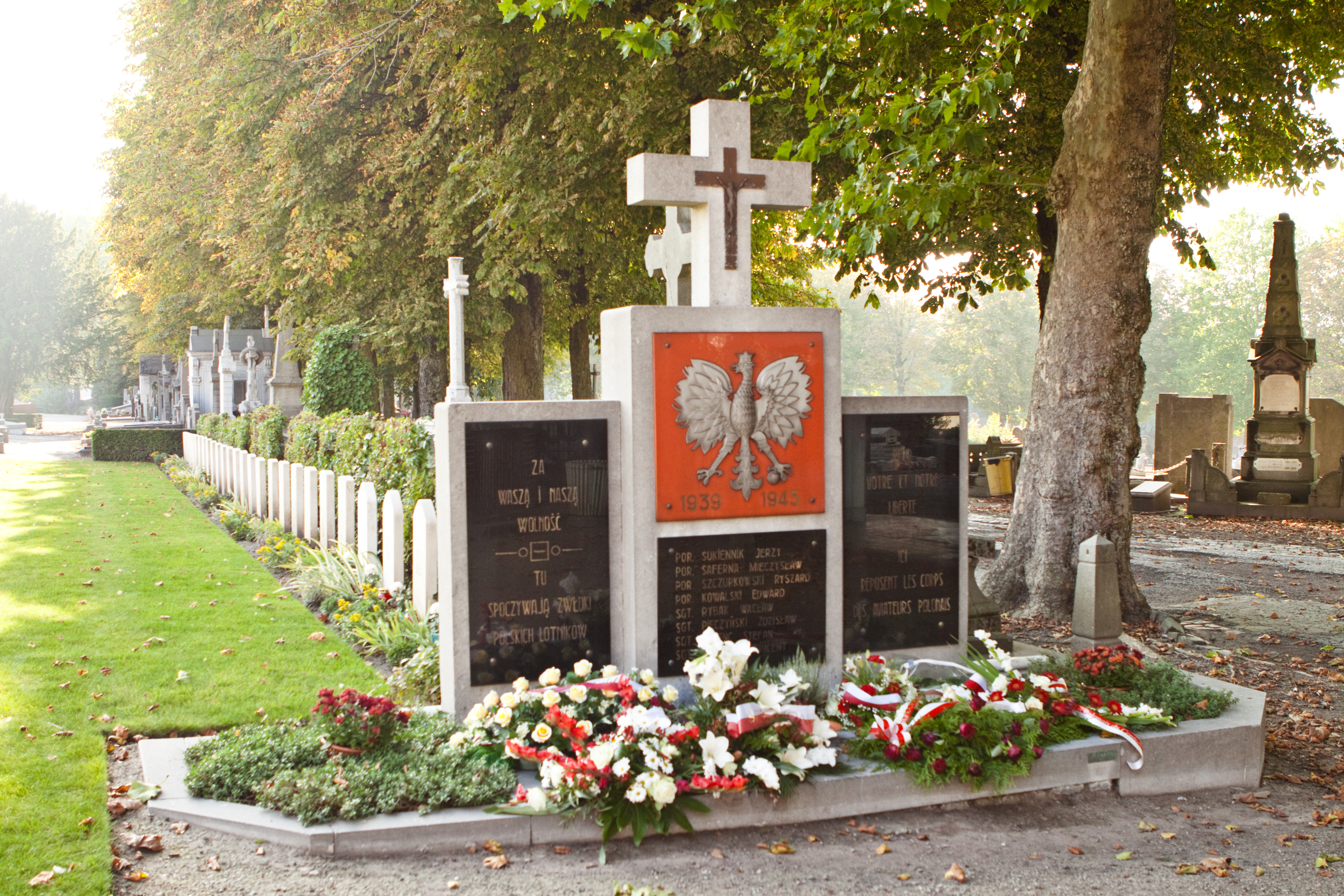
Monument aux aviateurs polonais.

## Cimetières militaires
A gauche de l'entrée sur trouve le cimetière militaire du Commonwealth. Au fond, dans le coin sud-ouest du cimetière, se trouvent des tombes de soldats français mort à Charleroi lors de la Première Guerre mondiale. Il y a plusieurs pelouses d'honneur de soldats et d'anciens combattants belges.

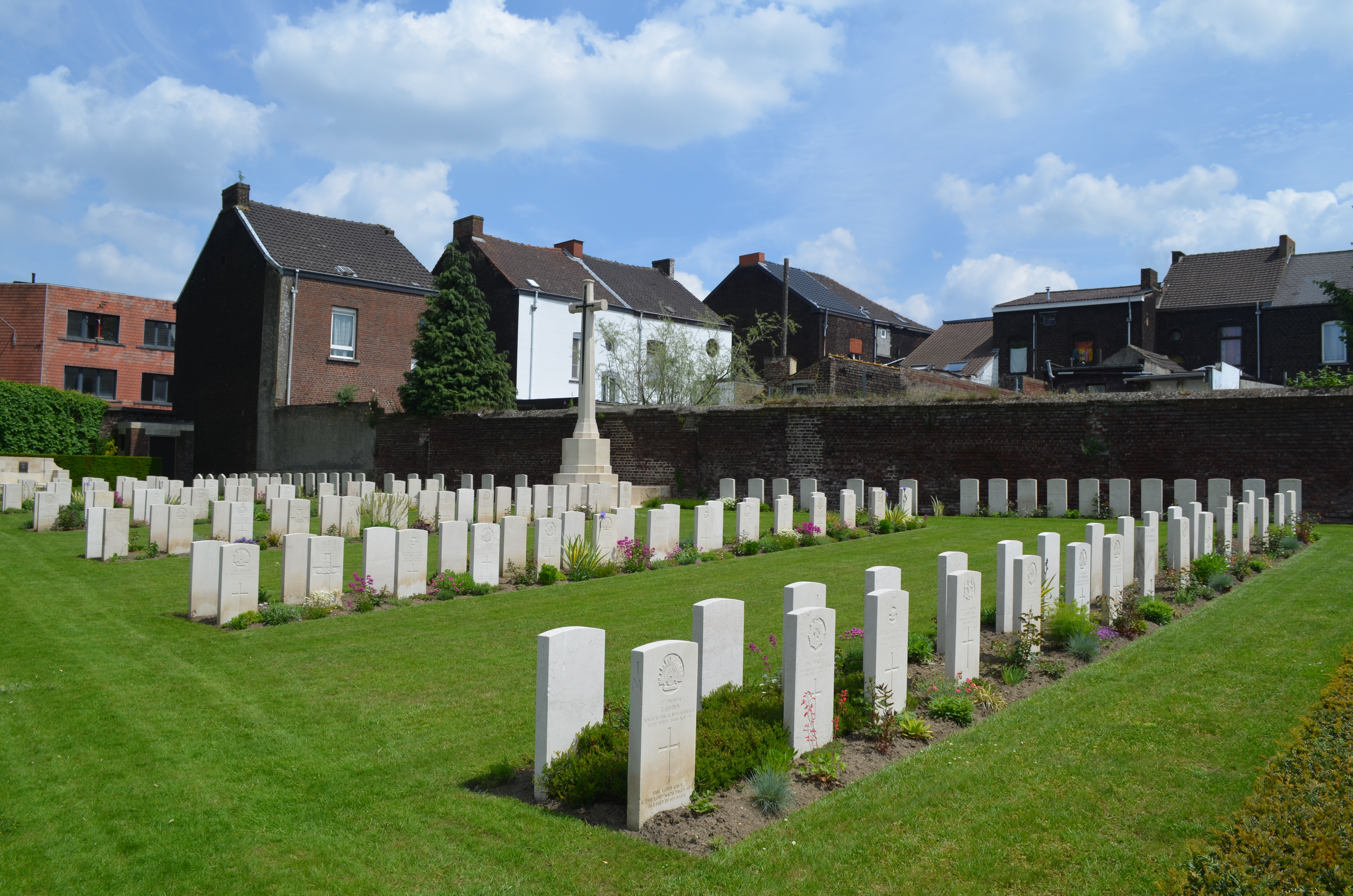
Charleroi Communal Cemetery.
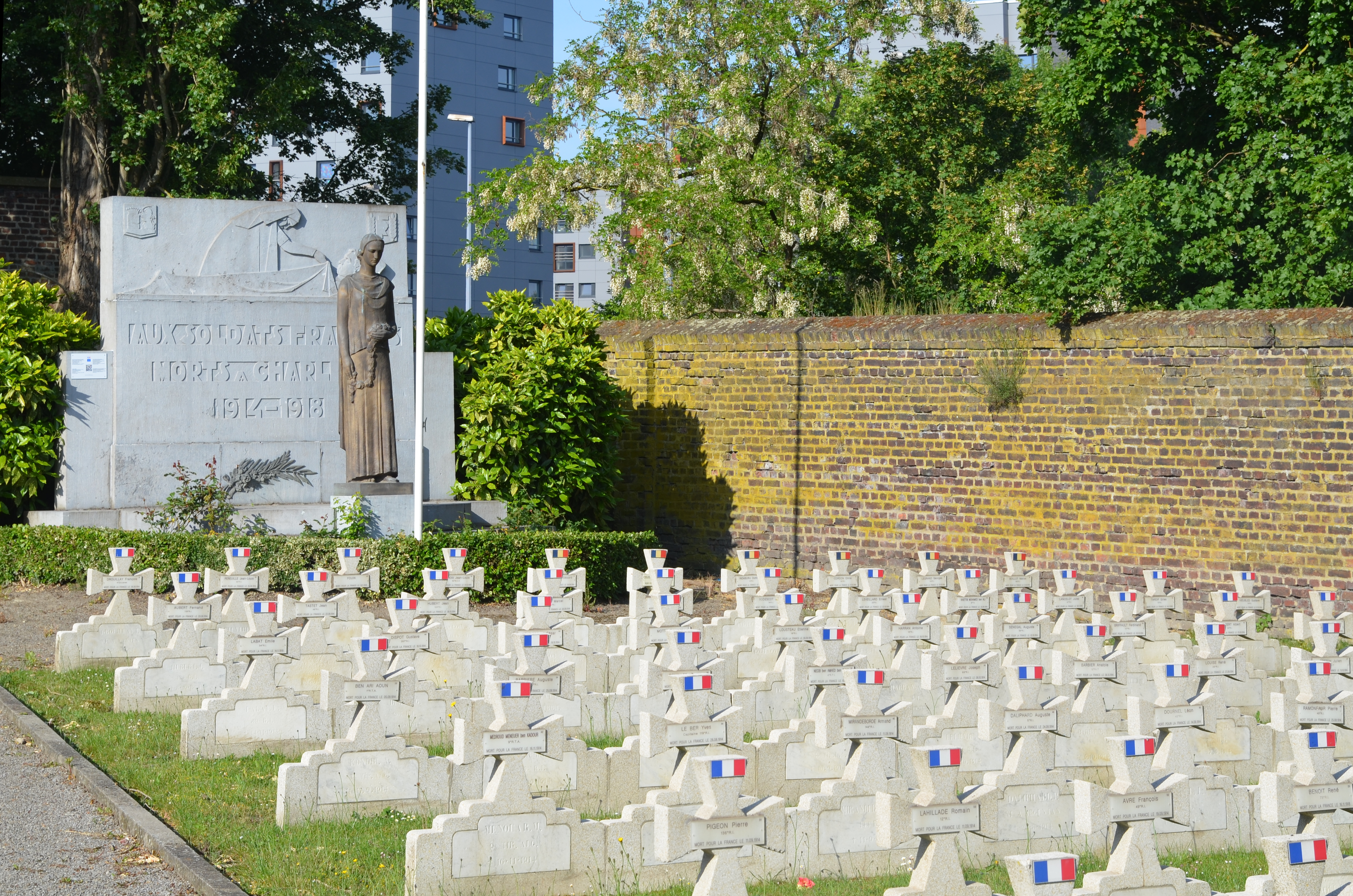
Monument et tombes de soldats français mort à Charleroi durant la Première Guerre mondiale.
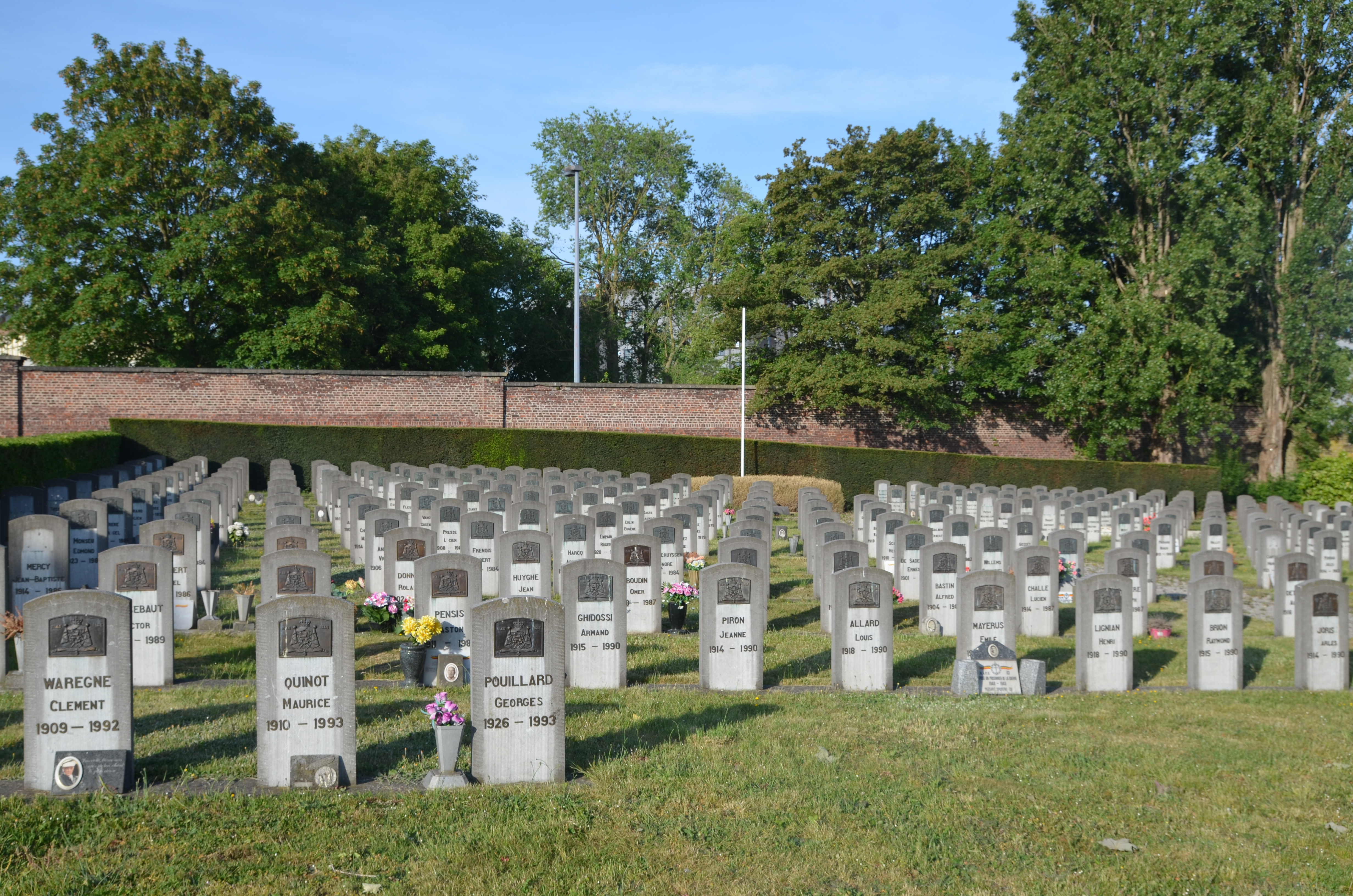
Pelouse d'honneur des combattants belges.
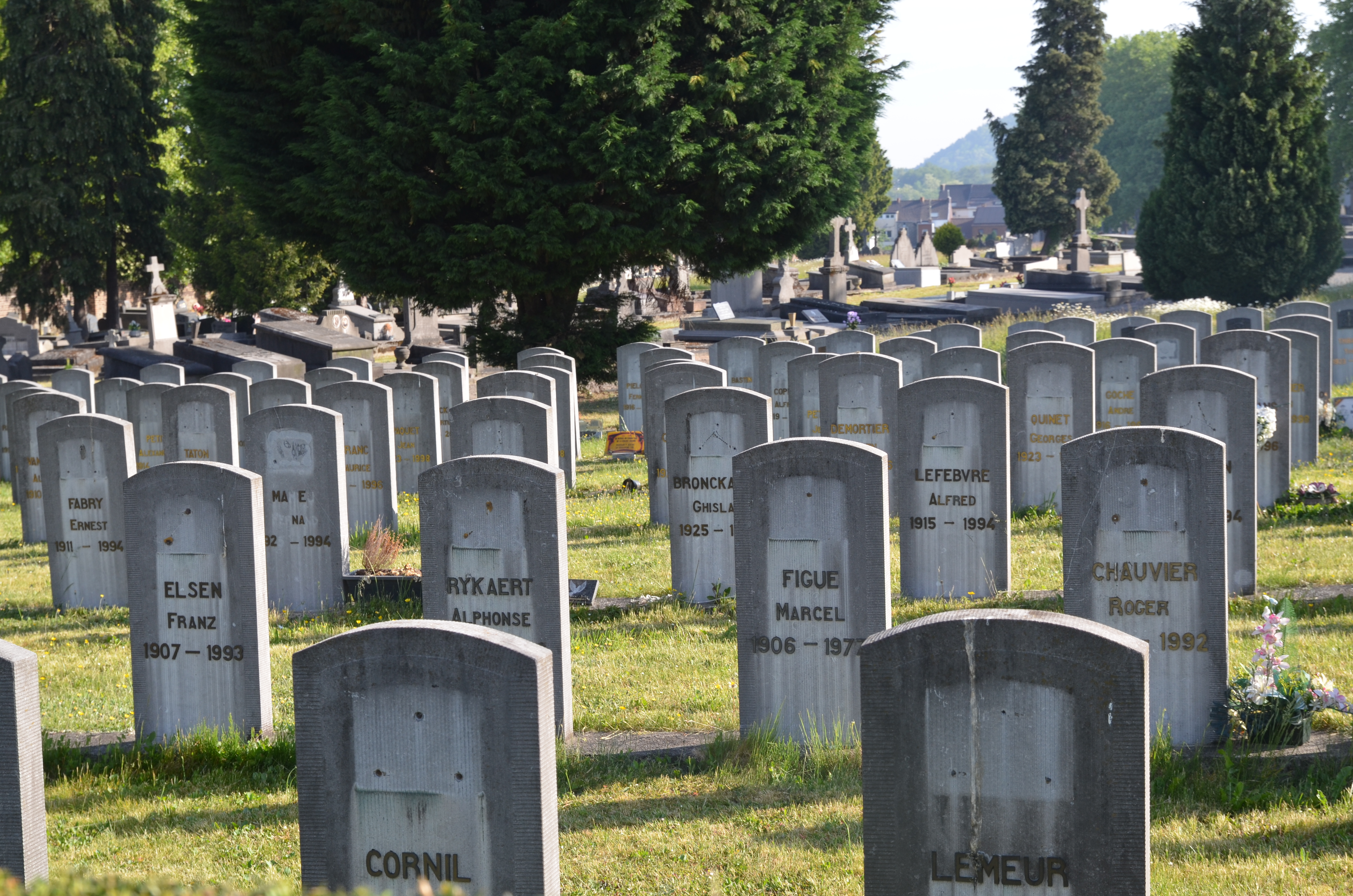
Stèles belges dont la plaque commémorative en bronze a été volée entre le 24 février et le 3 mars 2017[28].

### Charleroi Communal Cemetery
Le carré du Commonwealth contient 285 tombes de soldats morts lors de la Première Guerre mondiale, soit dans les premiers combats en août 1914, soit comme prisonniers de guerre. 169 Britanniques, 18 Canadiens, 79 Australiens, 1 Néo-zélandais, 1 Sud-africain, 2 Indiens et 15 Allemands y sont enterrés.
Ce carré contient aussi les tombes d'un soldat et de 22 aviateurs Britanniques, 2 Canadiens, 8 Australiens, 2 Néo-zélandais et 8 Polonais morts pendant la Seconde Guerre mondiale.

## Tombes remarquables
- Jules Audent, bourgmestre de Charleroi[30]
- Louis-Xavier Bufquin des Essarts, journaliste, propriétaire du Journal de Charleroi[30]
- Émile Buisset, bourgmestre de Charleroi[31]
- Paul et Léon Coton, respectivement médecin et architecte, assassinés par des Rexistes lors de la tuerie de Courcelles
- Édouard de Dorlodot, maître de verreries
- Élie Delferrière, échevin de Charleroi
- Zoé Drion, philanthrope[31]
- Charles Dupret, médecin et bourgmestre de Charleroi[32]
- Édouard Falony, député et échevin de Charleroi[32]
- Vital Françoisse, ingénieur et directeur des ACEC[32]
- Pierre Harmignie, curé-doyen de Charleroi, assassiné par des Rexistes lors de la tuerie de Courcelles[33]
- Léon Henvaux, conseiller provincial du Hainaut et échevin de Charleroi[34]
- Jules Hiernaux, ministre et directeur de l'Université du Travail, assassiné à son domicile par des Rexistes[34]
- Louis Lambert, industriel verrier
- Charles Lebeau, bourgmestre, député, sénateur et industriel de Charleroi[34]
- Clément Lyon, historien et éducateur populaire[34]
- Pierre Mayence, philanthrope et président de l'ancien Bureau de bienfaisance[35]
- Gustave Nalinne, bourgmestre et député de Charleroi[35]
- Arthur Pater, député et directeur de La Gazette de Charleroi[35]
- Gérard-Octave Pinkers, bourgmestre de Charleroi[35]
- Joseph Tirou, bourgmestre de Charleroi[35]
- André Van Cauwenberghe, ministre, sénateur et échevin de Charleroi[36]

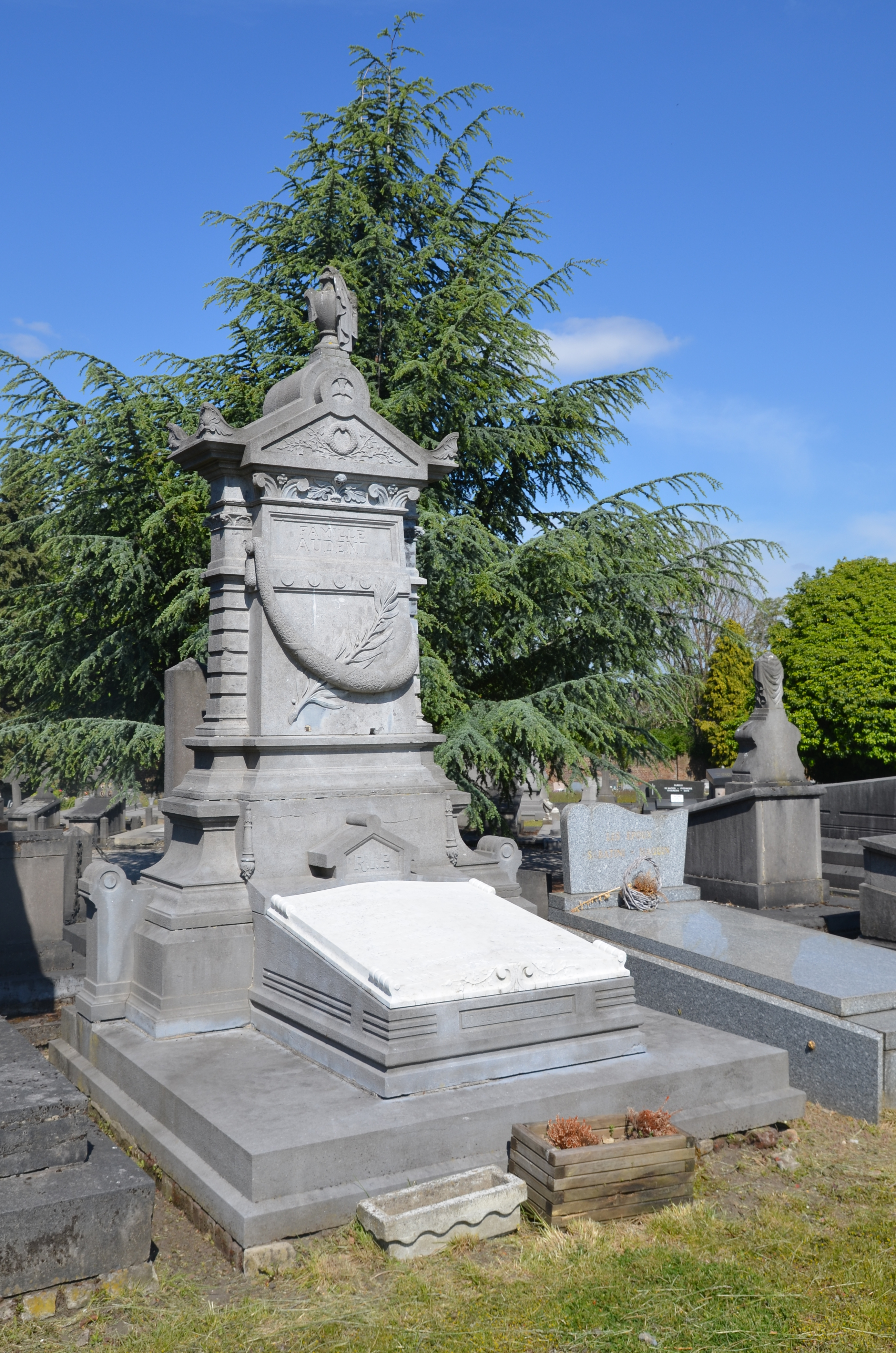
Tombe de la famille Audent.
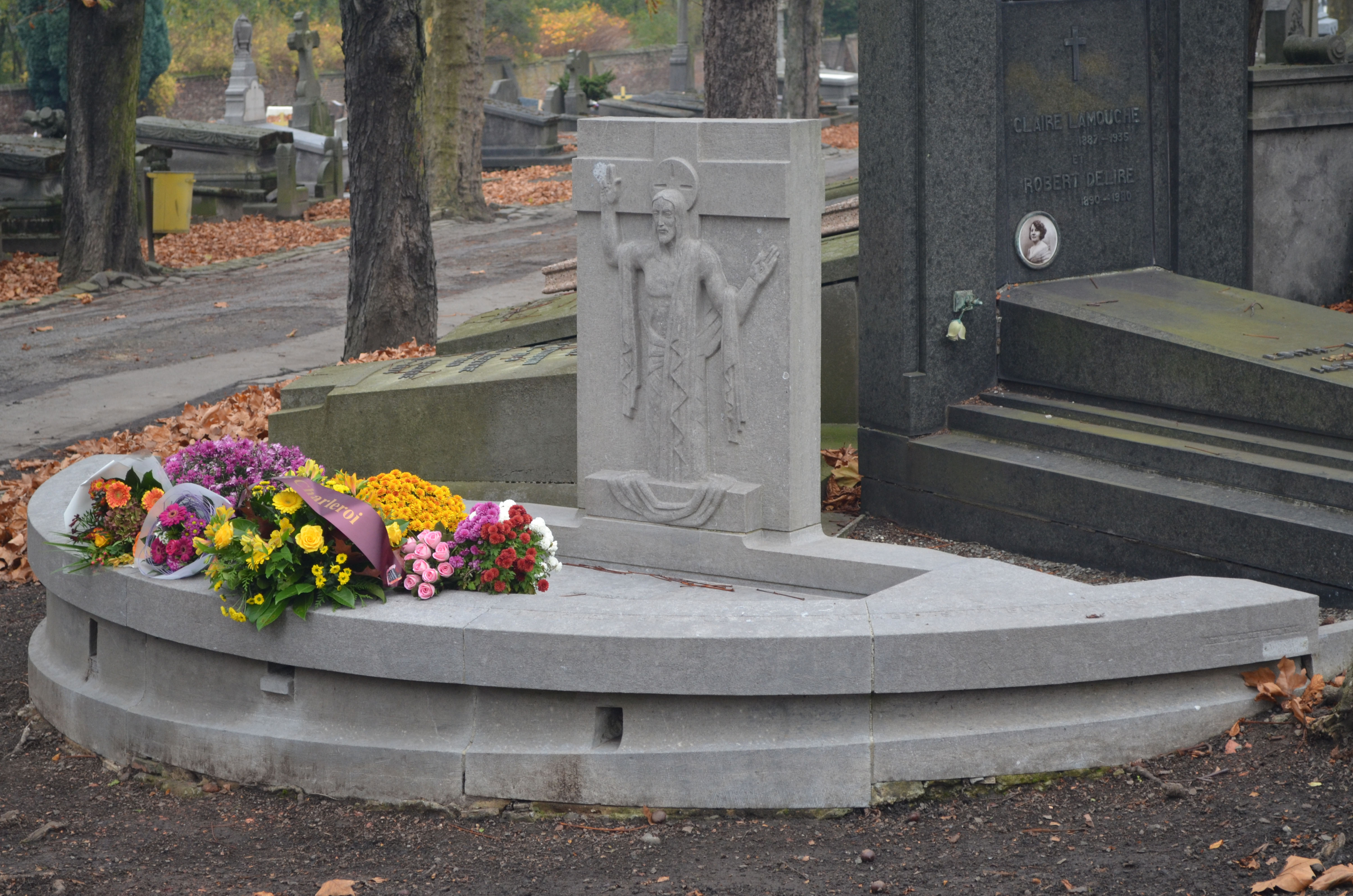
Tombe de Pierre Harmignie.
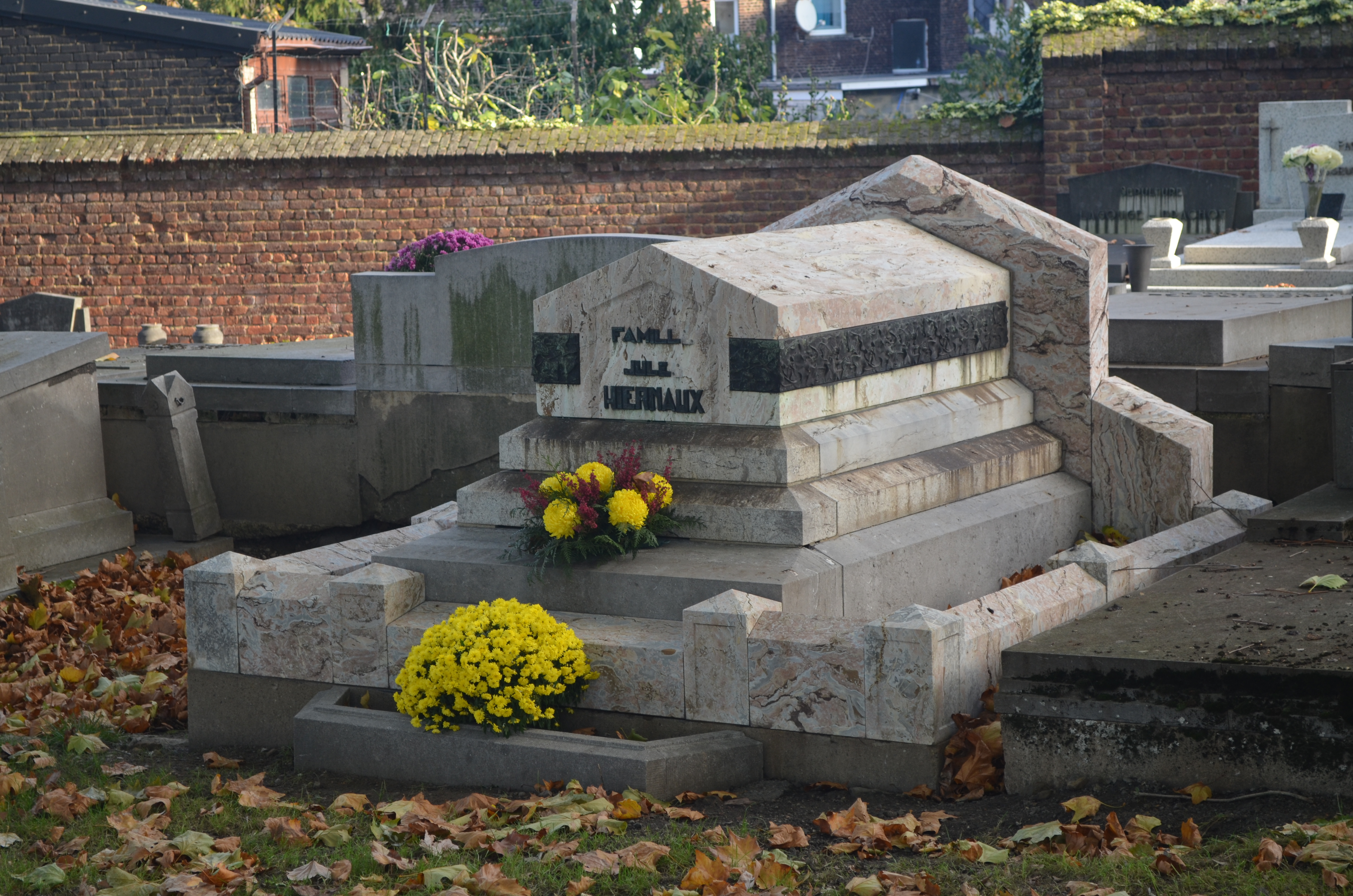
Tombe de la famille Jules Hiernaux.
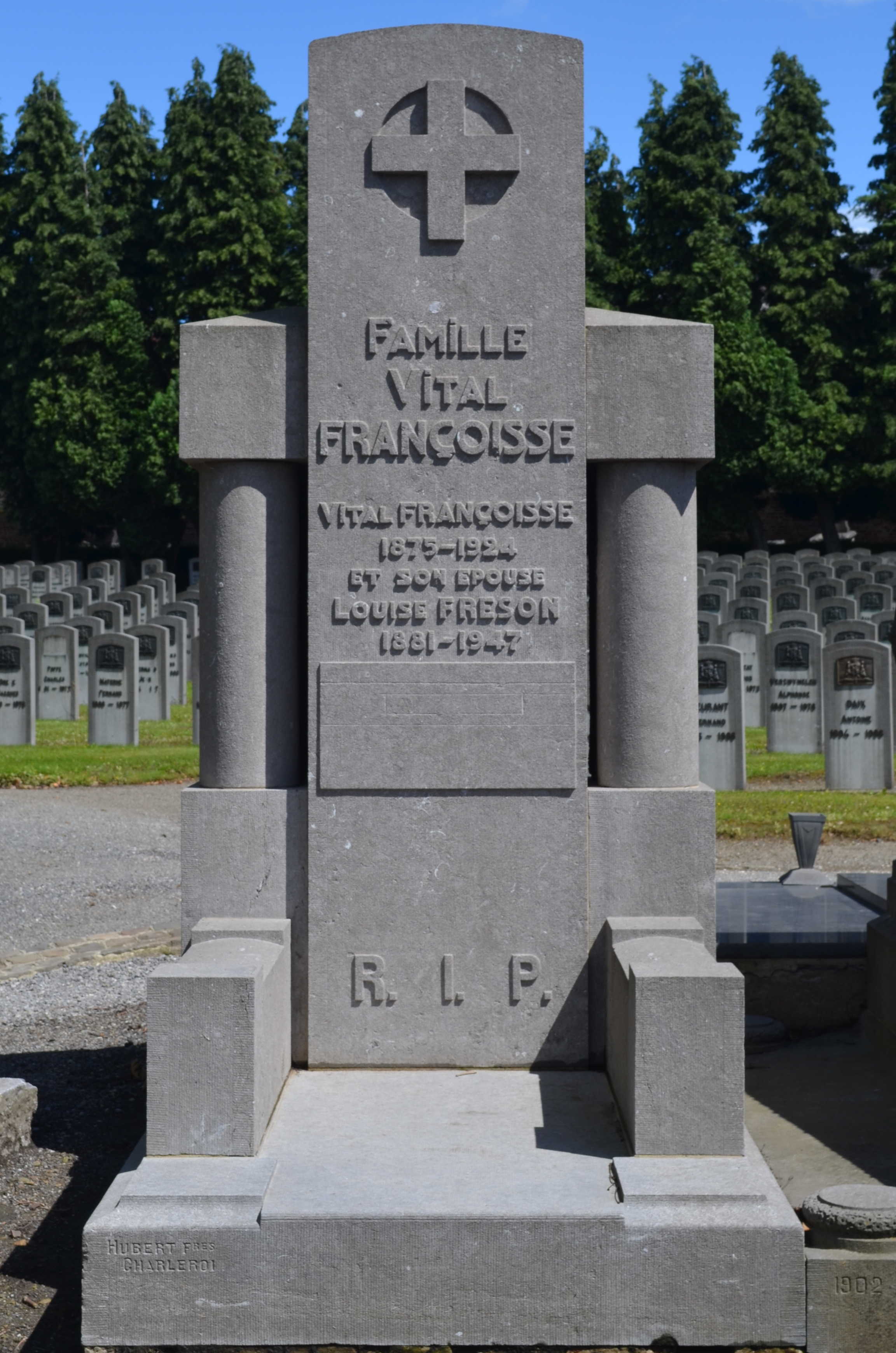
Tombe de la famille Vital Françoisse.

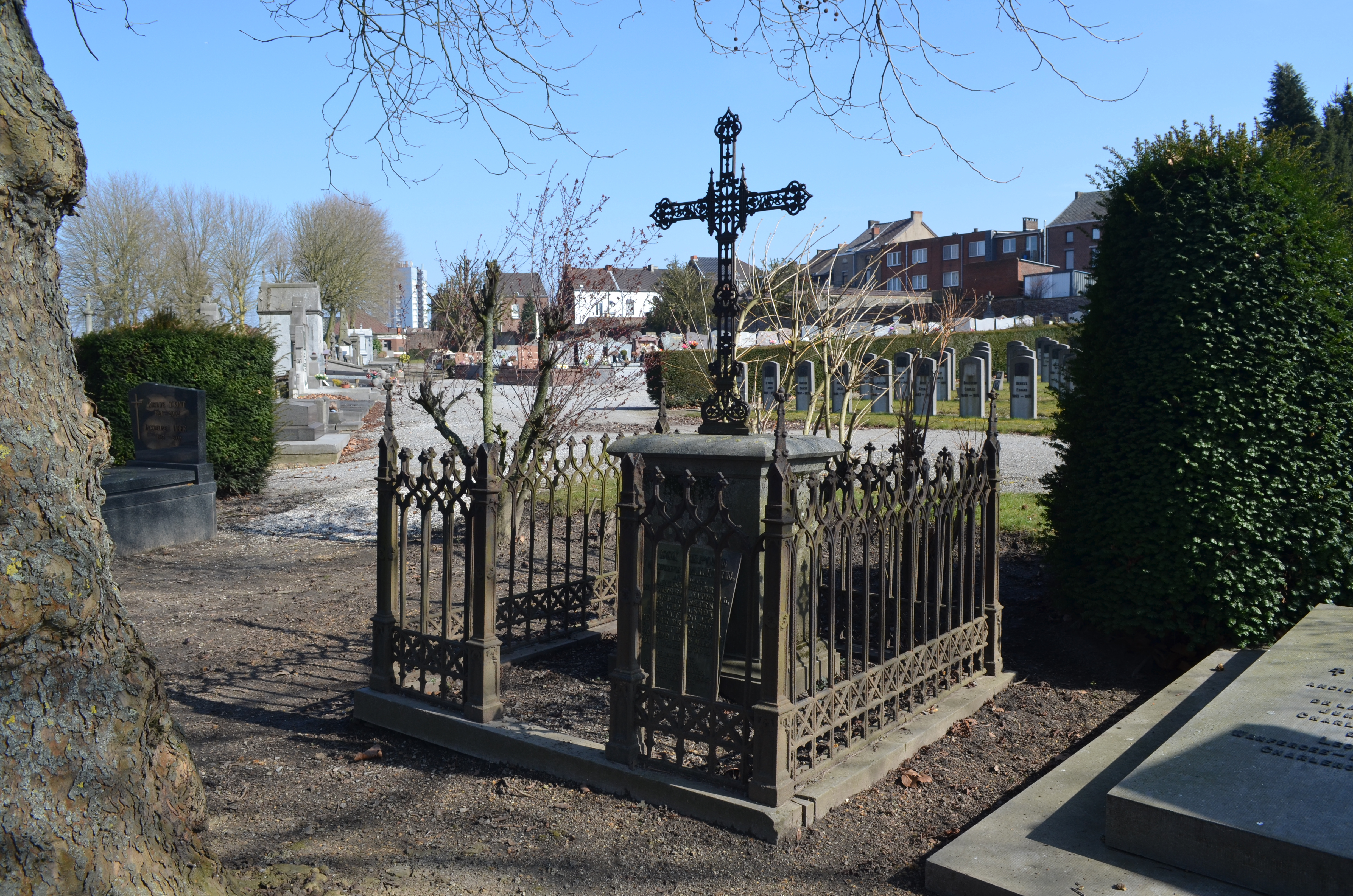
Tombe de Gustave Nalinne.
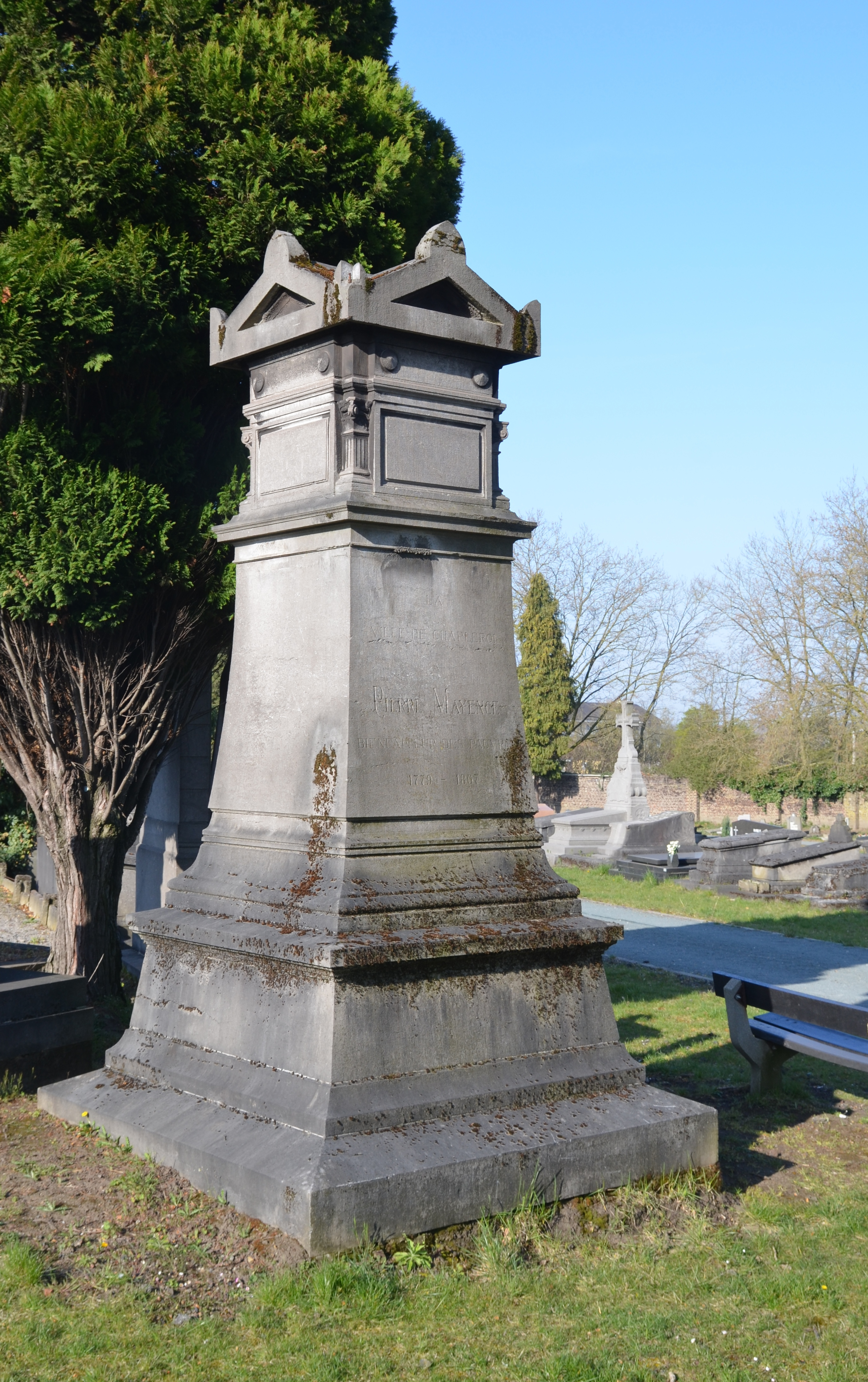
Tombe de Pierre Mayence.
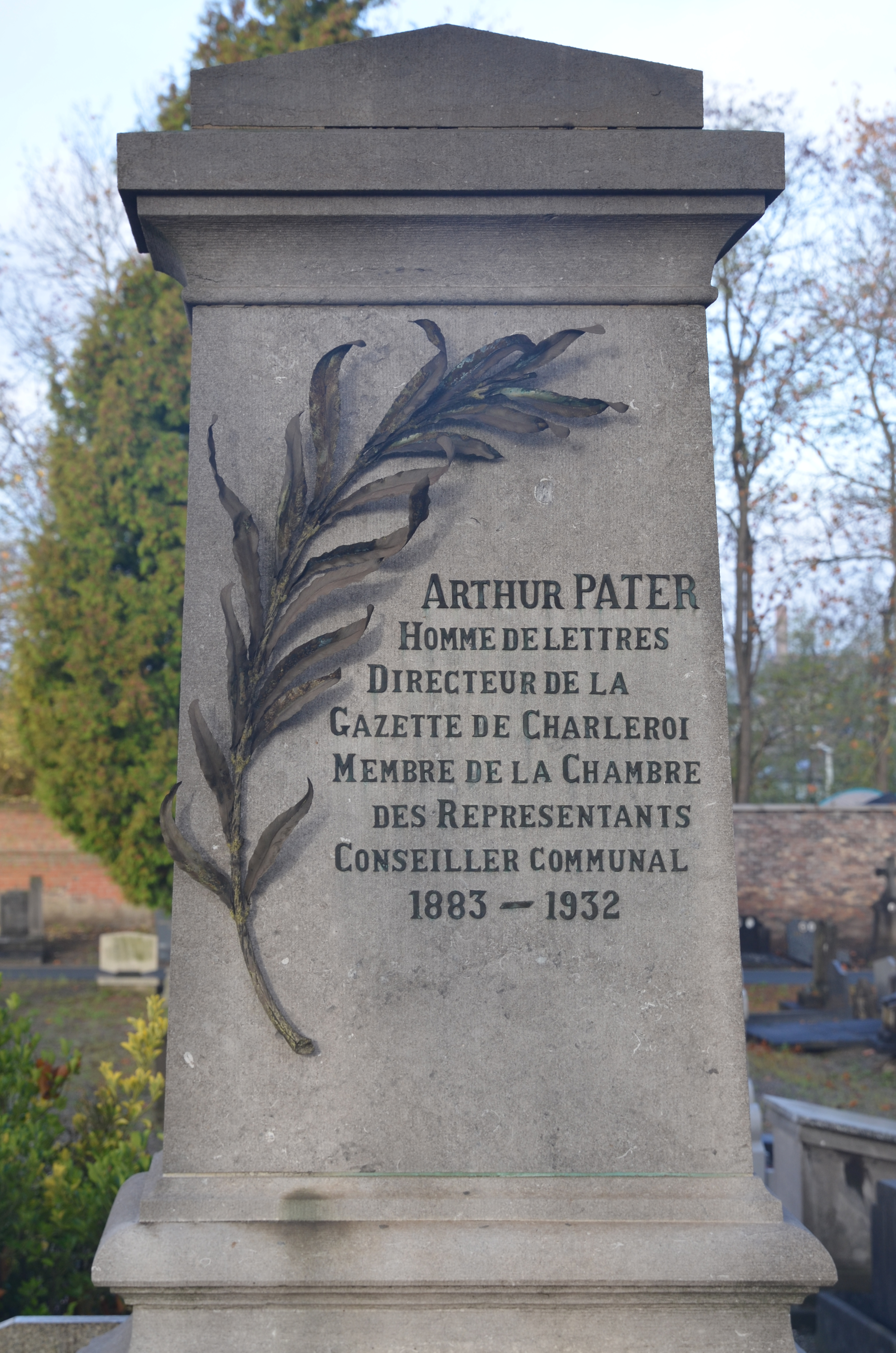
Tombe d'Arthur Pater.
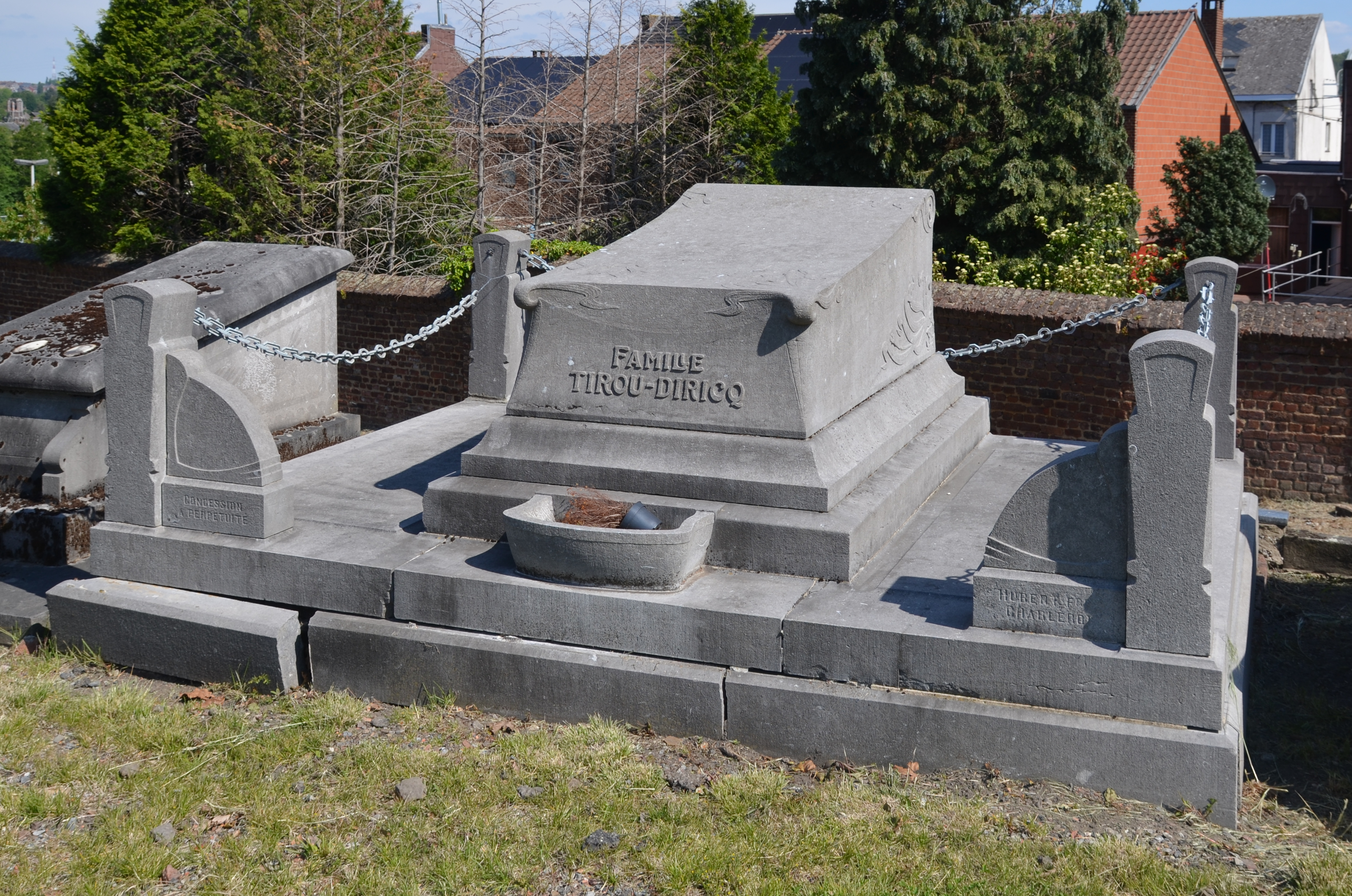
Tombe de la famille Tirou-Diricq.